# Smeerwortelmeeldauw
De smeerwortelmeeldauw (Golovinomyces cynoglossi) is een echte meeldauw die voorkomt op bladeren. Deze biotrofe parasiet komt voor bij oevervegetatie in rietlanden.

## Kenmerken
Cleistothecia bevatten 5 tot 10 asci. Een ascus bevat gewoonlijk twee en zelden drie sporen. De conidia gevormd in ketens (catenescent). Conidia zijn elliptisch, zonder fibrosine-lichaampjes. Conidia zijn 25–40 × 15-20 groot en het Q-getal is 1,4 tot 2,0. Chasmotheciale aanhangsels licht tot middelbruin overal of bleker naar de punt toe. Conidioforen hebben een lengte tot 250 µm. Het onderste septum als regel 5-25 µm boven de aanhechting met de moedercel.

## Verspreiding
De smeerwortelmeeldauw komt met name voor in Europa en Noord-Amerika. Sporadisch komt hij ook voor in Azië (Rusland, Oezbekistan, Japan, China, Kazachstan).

## Taxonomie
Lange tijd werd elke Golovinomyces op Boraginaceae als één soort gezien genaamd Golovinomyces cynoglossi. Uit het onderzoek van Braun, Bradshaw, Zhao ao (2018a) blijkt dat dit gaat om een complex van ten minste drie soorten : 
- Golovinomyces cynoglossi op Cynoglossum
- Golovinomyces asperifolii op Buglossoides, Echium en Myosotis
- Golovinomyces asperifoliorum op Pulmonaria en Symphytum

## Foto's

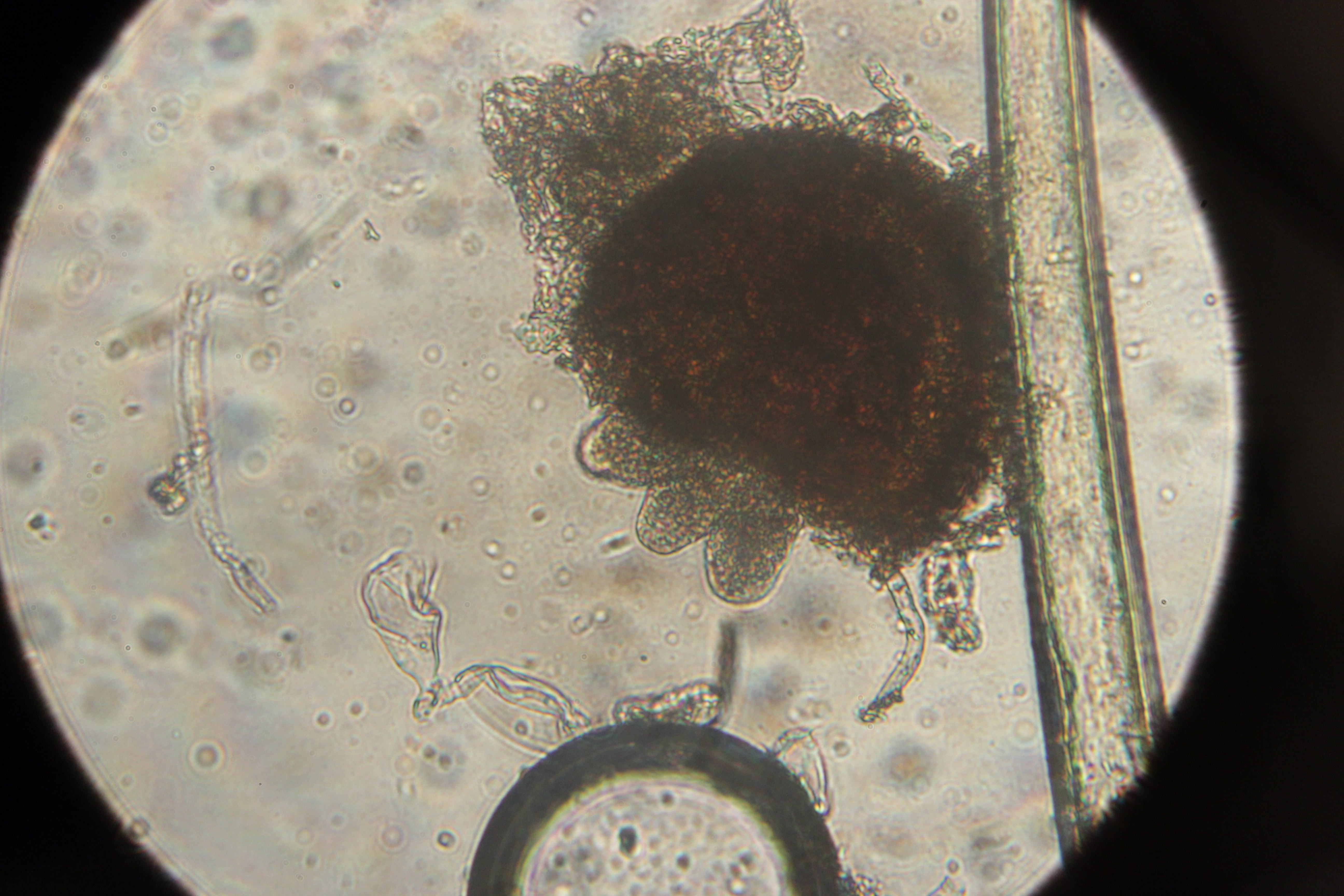
Microscoop-opname van cleistothecium met meerdere asci